# Małżeństwo osób tej samej płci w Brazylii
     Małżeństwo osób tej samej płci
     Rejestrowany związek partnerski
     Brak statusu lub status nieznany
     Małżeństwo osób tej samej płci zakazane przez konstytucję
     Kontakty seksualne między osobami tej samej płci karane

Status prawny związków osób tej samej płci w Ameryce Południowej:
Małżeństwo osób tej samej płci
Rejestrowany związek partnerski
Brak statusu lub status nieznany
Małżeństwo osób tej samej płci zakazane przez konstytucję
Kontakty seksualne między osobami tej samej płci karane

Na mocy orzeczenia brazylijskiej Narodowej Rady Sprawiedliwości z 14 maja 2013, prawo do zawarcia małżeństwa przysługuje w Brazylii wszystkim parom jednopłciowym; brazylijskie urzędy stanu cywilnego nie mogą zatem odmawiać udzielenia ślubu parom homoseksualnym.

## Historia
W 2011 roku brazylijski Najwyższy Sąd Federalny (port. Supremo Tribunal Federal, STF) jednomyślnie orzekł, iż parom jednopłciowym powinny przysługiwać te same prawa, które przysługują małżeństwom. Decyzja ta umożliwiła zalegalizowanie „trwałych związków” jednopłciowych w Brazylii. Później w 2011 sąd ten orzekł (stosunkiem głosów 4:1) także, że państwo ma obowiązek umożliwić przekształcenie trwałego związku dwóch osób w małżeństwo, ponieważ konstytucja przyznaje rodzinie najlepszą ochronę, jeśli ta rodzina jest małżeństwem. W związku z tym część brazylijskich stanów postanowiła udzielać małżeństw parom homoseksualnym bądź konwertować już zawarte przez takie pary związki cywilne na małżeństwa. Do maja 2013 roku na takie rozwiązanie zdecydowało się kilkanaście z 26 brazylijskich stanów, w tym najludniejszy – São Paulo.
Niemniej, niektóre ze stanów odmówiły wdrożenia jakichkolwiek rozwiązań, tłumacząc się brakiem stosownych uregulowań prawnych (sam Najwyższy Sąd Federalny nie ma uprawnień legislacyjnych). W tych stanach udzielenie ślubu parze homoseksualnej zależało w każdym przypadku od indywidualnej decyzji sędziego.
W związku z zaistniałą sytuacją brazylijska Narodowa Rada Sprawiedliwości (port. Conselho Nacional de Justiça, CNJ; instytucja zapewniająca autonomię władzy sądowniczej, na czele której stoi prezes Najwyższego Sądu Federalnego) orzekła 14 maja 2013 roku, iż brazylijskie urzędy stanu cywilnego nie mają prawa odmówić udzielenia ślubu parom homoseksualnym. Orzeczenie to ugruntowało prawo par homoseksualnych do zawierania małżeństw na terenie całej Brazylii. Decyzja ta została podjęta przez organ jednogłośnie, w czasie gdy w Kongresie Narodowym rozważane było zalegalizowanie małżeństw jednopłciowych. Joaquim Barbosa, prezes Najwyższego Sądu Federalnego, oświadczył iż wyrażanie seksualności i uczuć homoseksualnych nie może być podstawą do traktowania dyskryminacyjnego, które nie znajduje żadnej podstawy w tekście konstytucji z 1988 roku. Barbosa dodał, iż nie ma powodu, aby urzędy stanu cywilnego czekały na uchwalenie odpowiednich przepisów przez Kongres Narodowy. Niemniej, legislatorzy nadal rozważają przyjęcie odpowiedniej ustawy.